# Joy McNichol
Joy Aileen McNichol (Wingham, 17 febbraio 1974) è un'ex cestista canadese.

## Carriera
Con il Canada ha disputato i Campionati americani del 1999 e i Giochi olimpici di Sydney 2000.